# Anne de Dadelsen

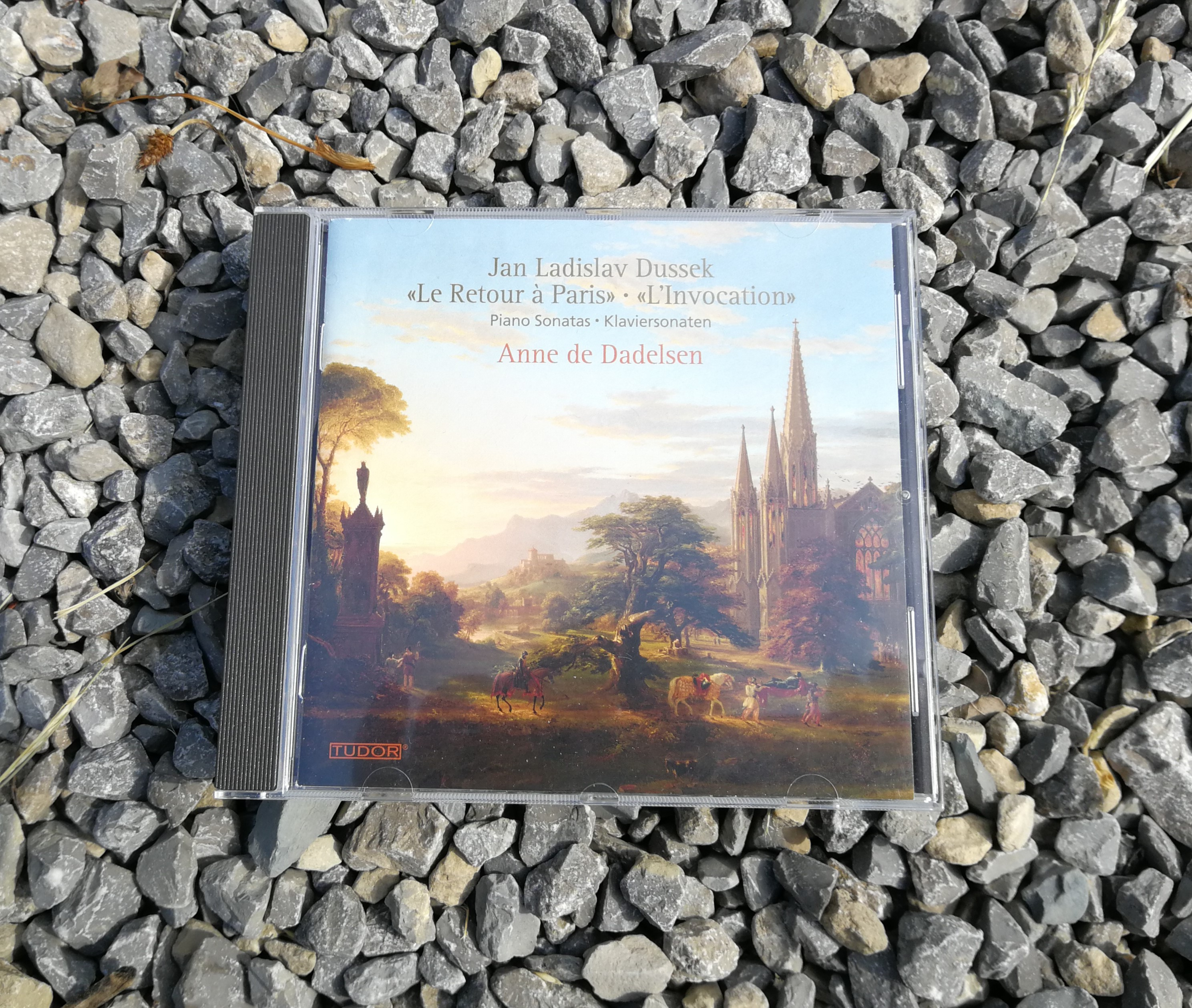
CD Jan Ladislav Dussek Klaviersonaten interpretiert von Anne de Dadelsen

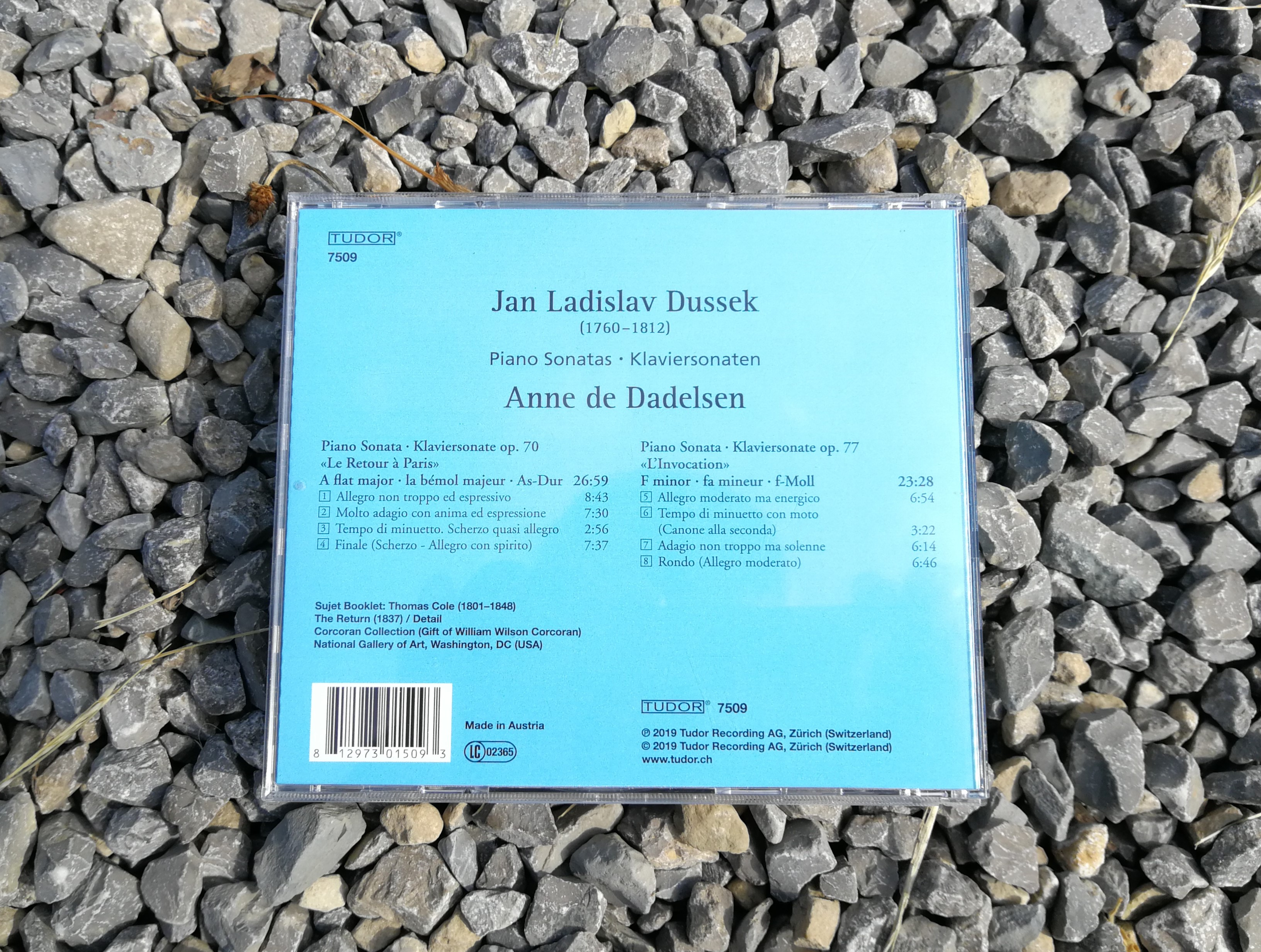
CD Jan Ladislav Dussek Klaviersonaten interpretiert von Anne de Dadelsen (Rückseite)

Anne de Dadelsen (auch Anne Hanson-de Dadelsen, * 5. November 1944 in Paris) ist eine französisch-schweizerische Pianistin

## Leben und Werk
Anne de Dadelsen wurde im November 1944 als älteste Tochter des französischen Dichters und Journalisten Jean-Paul de Dadelsen (* 1913 in Straßburg; † 1957 in Zürich) und der Engländerin Barbara Windebank (1913–1992) in Paris geboren. Die Familie väterlicherseits stammte aus dem Elsass. Jean-Paul de Dadelsen wirkte als Gymnasiallehrer in Marseille (1936–38), Lyon (1941) und Oran (1941/42), wo er Albert Camus kennenlernte. Ende 1942 ging er nach London, um sich den Freien Französischen Streitkräften anzuschliessen. Er wirkte im Zweiten Weltkrieg als Armeedolmetscher. 1945 trat er in Paris als Journalist in Camus' Zeitung „Combat“ ein. Nach weiteren journalistischen Stationen unter anderem in London ließ sich die Familie 1951 beruflich bedingt in Genf und 1956 in Zürich nieder. In einem weiteren Grad ist Anne de Dadelsen mit dem deutschen Musikwissenschaftler Georg von Dadelsen und dessen Familie verwandt.
Anne de Dadelsen verlebte ihre Kindheit, ihre Jugend und ihre frühen Künstlerjahre in der Schweiz. Sie studierte an den Konservatorien in Genf und Zürich und an der Musikakademie Zürich Klavier unter anderem bei dem Pianisten und Cembalisten Hans Andreae (1908–1978), wo sie 18-jährig das Lehr- und 22-jährig das Konzertdiplom erwarb. Anschließend absolvierte sie Aufbaustudien bei Jean-Jaques Hauser und Meisterkurse bei Bruno Seidlhofer. 1975 wurde die in Freienbach ansässige Künstlerin Schweizer Bürgerin. Sie heiratete 1995 den Briten Malcolm Hanson und siedelte nach Birmingham um. Sie war und ist in der Schweiz als Klavierdozentin und Interpretin häufig präsent.
Schon zu Beginn ihrer pianistischen Karriere setzte sie sich für selten gespielte Werke der Romantik und der Gegenwart ein. 1973 trat sie mit der ersten westlichen Einspielung von Jan Ladislav Dusseks Klaviersonaten Le Retour à Paris op. 70 und L’Invocation op. 77 in die Öffentlichkeit. Sie widmete sich intensiv einer kammermusikalischen Tätigkeit mit Konzertreisen in der Schweiz und im Ausland unter anderem in London, Paris und Wien. Sie gab Konzerte mit Orchestern in Zürich, Winterthur, London und Wien. Sie gab zahlreiche eigene Rezitals. Sie wirkte häufig bei Radioeinspielungen unbekannterer Werke mit. Anne de Dadelsen war als Pianistin an zahlreichen Tonträgereinspielungen vorwiegend im Bereich der Kammermusik beteiligt. Sie war Assistentin des italienischen Violinisten Franco Gulli bei den Meisterkursen für Violine des Festivals Luzern. Sie war Mitglied des Trio Galliard mit Gunars Larsens (Violine) und Gerhard Pawlica (Violoncello) und in England des Trio Dadelsen mit Musikern des City of Birmingham Symphony Orchestra.
Anne de Dadelsen übersetzte CD-Booklet-Texte von Aufnahmen klassischer Musik von der deutschen in die englische und französische Sprache.

## Persönliches
Anne de Dadelsen war das Patenkind des Schweizer Diplomaten und Historikers Carl Jacob Burckhardt. In dessen Nachlass befindet sich die Korrespondenz zwischen Anne de Dadelsen und Carl Jacob Burckhardt. Diese Dokumente sind in der Öffentlichen Bibliothek der Universität Basel zugänglich.

## Diskographie
- András von Tószeghi (Bratsche), Anne de Dadelsen (Klavier): Sonatenabend Bach–Schubert–Brahms. LP. Label Jecklin. o. J.
- Jan Ladislav Dussek: Klaviersonaten op. 70 (Le Retour à Paris) & op. 77 (L’Invocation). 1973.[9]
- Klarinettenmusik von Schweizer Komponisten. (Anne de Dadelsen Klavier). Zürich 1981.[6]
- Joachim Raff, Anne de Dadelsen: Virtuose Klaviermusik. Zürich 1984.[6]
- Franziska Badertscher; Anne de Dadelsen: Vous portez en vous une oeuvre authentique. (Musik für Flöte und Klavier). Lausanne 2014.[6]
- Klavier- und Kammermusik von Hans Huber. (Anne de Dadelsen Klavier). Dietikon-Zürich 1988.[6]
- Kammermusik von Werner Wehrli (Anne de Dadelsen Klavier). Zürich 1994.[6]
- Späte Kammermusikwerke von Wladimir Vogel. (Anne de Dadelsen Klavier). Dietikon-Zürich 1988.[6]
- Kammermusik von Peter Benary. (Anne de Dadelsen Klavier). Dietikon-Zürich 1980.[6]
- Œuvres pour instruments à vent et piano von René Gerber. (Anne de Dadelsen Klavier). Lausanne 1996.[6]
- Von Hans Georg Nägeli zu Hans Huber. Klaviermusik der Schweizer Romantik.  (Anne de Dadelsen Klavier). Zürich 1982.[6]
- Französische Musik für Flöte und Klavier mit Jonas Lindenmann, Quantaphon, Neuhausen am Rheinfall 1996.